# Данимир Мандић
Данимир Мандић (1964) српски је универзитетски професор.

## Биографија
Рођен је у Сарајеву 1964. године, где је завршио основну, средњу школу и факултет. Редовни је професор од (2003) за предмете Информатика и образовна технологија.

### Образовање
Магистрирао је у Београду, а докторирао је Факултету техничких наука Универзитета у Новом Саду (1994) у области информационих система у саобраћају и на Филозофском факултету у Источном Сарајеву (2002) у области дидактичко-информатичких иновација на одсеку за педагогију. Завршио је специјализацију из области комјутерских наука на Michigan State University (1988) у САД.

### Каријера
Запослен на Учитељском факултету Универзитета у Београду од 1992. године. Изабран за редовног професора 2003. године за предмете Информатика и Образовна технологија. Био је продекан у три мандата на Учитељском факултету у Београду, а од 2015. године изабран је за декана. Био је гостујући професор на универзитетима у Лондону, Паризу, Москви, Ђенови и Атини. Учествовао је на пројектима Министарства просвете, науке и технолошког развоја Републике Србије у протеклих 15 године, а у једном петогодишњем циклусу је био руководилац пројекта.

### Пројекти
Креирао је Learning Management System за планирање, реализацију наставе и вредновање знања ученика. Овај софтвер је креиран 2008. године и представљао је значајну иновацију у раду наставника, стручних сарадника и директора школа.
Креирао је и мултимедијалну учионицу за вишеканалну комуникацију између ученика и наставника, која је касније прерасла у савремену Самсунг дигиталну учионицу у којој студенти користе таблет рачунаре и омогућена им је пуна индивидуализација и диференцијација знања.
Аутор је више акредитованих семинара за наставнике, преко 30 књига и преко 200 научних и стручних радова. Члан је Матичног одбора Министарства просвете, за педагогију, психологију и социологију.
Носилац је највише лиценце за  испитивача у области Европских стандарда информатичких знања (ECDL)  и координатор је за тестирање кандидата за ову међународну лиценцу у Србији.
Оснивач је Центра за роботику и вештачку интелигенцију при Учитељском факултету Универзитета у Београду, који је опремљен са компанијом НетДрагон из Кине. Приликом отварања центра представљен је робот Ема, први робот са вештачком интелигенцијом у Србији.
У сарадњи са првим деканом и једним од оснивача Учитељских факултета у Србији, проф. др Младеном Вилотијевићем, учестовао је у креирању софтвера за електронске уџбенике, студија за снимање и репродуковање образовних емисија на Учитељском факултету Универзитета у Београду, софтвера за наставу на даљину и других иновација у образовању.

## Приватни живот
Отац је двоје деце Катарине и Петра.